# Александр Іностранцев
Александр Іностранцев (24 липня 1843 Санкт-Петербург — 31 грудня 1919 Санкт-Петербург) — палеонтолог Російської імперії, петрограф, професор Санкт-Петербурзького університету, член-кореспондент Академії наук (з 1901). Один із засновників та голова (з 1888) Товариства любителів природознавства, антропології та етнографії. Член цілого ряду геологічних, мінералогічних, антропологічних та інших суспільств у Російській імперії та за кордоном. 

## Біографія
Народився 24 липня 1843 року в селищі фарфорового заводу на околицях Санкт-Петербурга. Він був 6 дитиною (з 10) у сім'ї А. П. Іностранцев (фельдєгерський офіцер при Імператорі Миколі I) та Є.В. М. Добровольській .

### Освіта
Закінчив 2-ю Санкт-Петербурзьку гімназію (1863) , після чого вступив на фізико-математичний факультет Санкт-Петербурзького університету. Спочатку захоплено займався хімією, проте в результаті знайомства на старших курсах з геологією та мінералогією, під керівництвом професорів Е. К. Гофмана та П. А. Пузиревського, змінив свою спеціалізацію. У 1867 році закінчив університет і був залишений для здобуття професорського звання.
Під час стажування в Італії у 1872 вивчав виверження вулкана Везувій.

### Наукова та викладацька робота

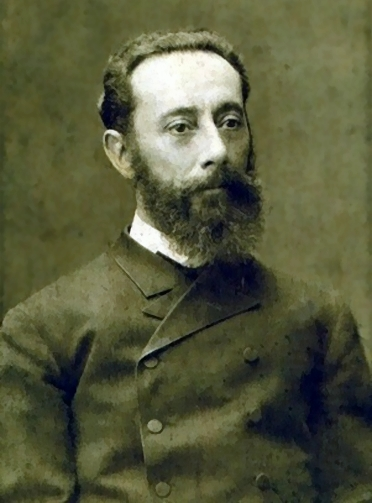
А. Іностранцев, 1901 р.

У 1867 році вперше у Російській імперії застосував метод мікроскопічного дослідження гірських порід.
У 1868 році А. Іностранцев захистив магістерську дисертацію «Геогностична будова західного берега Ладозького озера».
У 1868 році обійняв посаду охоронця Мінералогічного кабінету.
З 1869 року читав лекції як приват-доцент.
1873 року в Імператорський університет Святого Володимира захистив докторську дисертацію на тему: «Геологічні дослідження на півночі Росії у 1869 та 1870 роках». Він став першим доктором мінералогії та геології в Російській імперії (до цього присуджувався ступінь з мінералогії та геогнозії).
В 1873 був обраний екстраординарним, а в 1880 - ординарним професором Санкт-Петербурзького університету.
Крім Петербурзького університету А. Іностранцев  читав лекції також у Технологічному інституті (з 1874), Військово-медичній та Інженерній академіях, в Академії Генерального штабу та інших навчальних закладах. З 1878 по 1889 він читав курси геології, мінералогії та петрографії на Бестужевських Вищих жіночих курсах.
У 1892 року на Уралі А. Іностранцев відкрив корінне родовище платини.
Головним напрямом досліджень А. Іностранцева була петрографія.
На 1-й сесії Міжнародного геологічного конгресу (Париж, 1878) А. Іностранцев представляв Російську імперію, був обраний членом Комісії з уніфікації геологічної номенклатури. На 2-ю сесію (Болонья, 1881) він приїхав як голова російського комітету Комісії з уніфікації системи стратиграфічних підрозділів. На його пропозицію терміни «група», «система», «відділ» було затверджено як міжнародні. А. Іностранцев  входив до Бюро Конгресу як віце-президент від Російської імперії.
А. Іностранцев виховав плеяду учнів, серед яких 3 академіки, 2 члени-кореспонденти, понад 10 професорів. Серед них, фундатор наукового ґрунтознавства Ст. Ст. Докучаєв та перша жінка професор геології Е. Ст. Соломко .
Александр Іностранцев помер 31 грудня 1919 року у Петрограді. Похований на лютеранському Смоленському цвинтарі.

## Сім'я
Дружина — Іностранцева Марія Федорівна (уроджена Ореус; 1849-17 січня 1920) .
Син — Іностранцев Костянтин Олександрович (1876-1941) — російський історик-сходознавець.

## Нагороди
- Орден Св. Анни 2-го ступеня (1885), Орден Св. Анни 1-го ступеня (1910)
- Орден Св. Рівноапостольного Князя Володимира 3-го ступеня (1890)
- Орден Св. Станіслава 1-го ступеня (1894)
- Відзнака «У відплату 40-річної бездоганної служби» (1908)
- Медаль «На згадку про 300-річчя царювання Будинку Романових. 1613-1913 рр..» (1913).
- Золота медаль ім. Ф. П. Літке за «Геологічний нарис Повенецького повіту Олонецької губернії та її рудних родовищ».

## Членство в організаціях
- З 1868 року був членом Імператорського Мінералогічного товариства.
- Член Санкт-Петербурзького товариства дослідників природи з 1873 року (у 1900 році обраний його президентом).
- Член Імператорського Московського товариства випробувачів природи з 1898 (з 1890 — почесний член).
- У 1879 був обраний членом Імператорського Російського географічного товариства.
- У 1901 році був обраний членом-кореспондентом Імператорської Санкт-Петербурзької академії наук з фізичного розряду.
- Член-кореспондент Природно-історичного товариства (Академія природничих наук, Філадельфія, 1880)
- Член-кореспондент Імператорсько-королівського геологічного товариства (Віденський технічний університет)
- Член-кореспондент Національного природничо-історичного та математичного товариства (Фрайберзька гірська академія) [7].

Іменем Іностранцев А.названо затоку на західному узбережжі о. Північний і льодовик на архіпелазі Нова Земля, п'ять форм викопних організмів з класів брахіопод, головоногих молюсків і плазунів, а також викопна хижа хребетна тварина з пермських відкладень — Іноземцевія (лат. Inostrancevia).